# قورباغه‌های بادپای شرقی
قورباغه‌های بادپای شرقی (نام علمی: Leptobrachium) نام یک سرده از تیره قورباغه‌های خاشاک است. گونه‌های این جنس از دوزیستان همگی در آسیای جنوب شرقی در شکورهای هند، چین، جزایر سوندا، و فیلیپین زندگی می‌کنند. تا سال ۲۰۱۶ میلادی از این جنس از دوزیستان حدود ۳۶ گونه کشف و شناسایی و نامگذاری شده‌اند.